# Castelo Claypotts

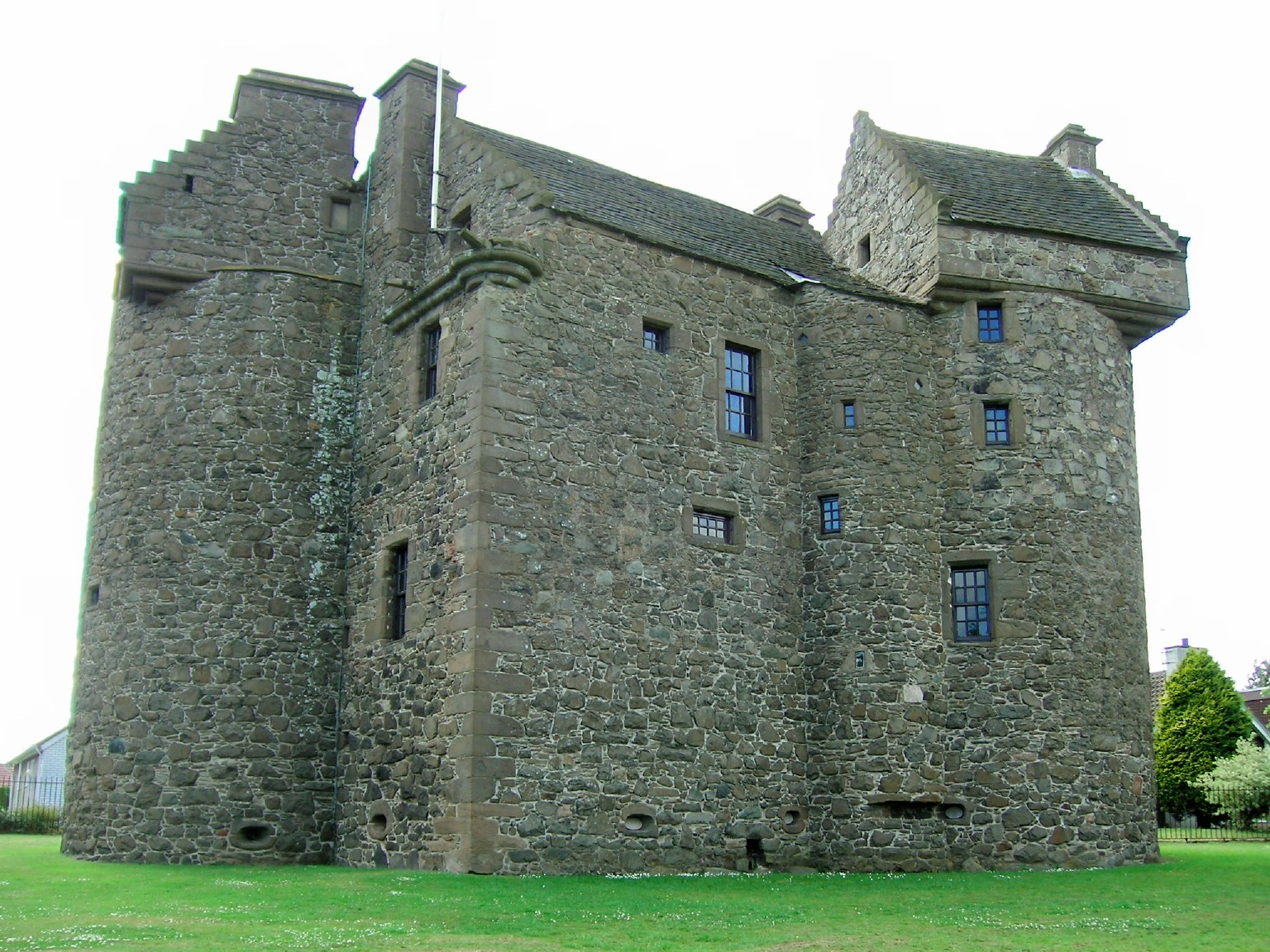
Castelo Claypotts, Escócia.

O Castelo Claypotts (em língua inglesa Claypotts Castle) é um castelo localizado em Dundee, Escócia.
Encontra-se classificado na categoria "A" do "listed building" desde 8 de maio de 1975.